# Eremalauda dunni
Eremalauda dunni (жайворонок сахельський) — вид горобцеподібних птахів родини жайворонкових (Alaudidae). Мешкає в Африці. Раніше вважавсля конспецифічним з аравійським жайворонком.

## Опис
Довжина птаха 114-15 см, розмах крил 25-30 см. Довжина дзьоба становить 13,8-15,8 мм, довжина хвоста 5-5,5 см. Верхня частина тіла бліда, піщано-коричнева, легко поцяткована рудувато-коричневими смужками. Нижня частина тіла білувата, груди легко поцятковані темними смужками. Над очима бліді "брови", навколо оче бліді кільця. Махові пера рудувато-коричневі, хвіст короткий, широкий, чорнуватий, крайні стернові пера бліді. Дзьоб міцний, жовтуватий, на кінці більш темний. Очі карі. Виду не притаманний статевий диморфізм. 

## Поширення і екологія
Сахельські жайворонки мешкають на півдні Сахари та на півночі регіону Сахель, в Західній Сахарі, Мавританії, Малі, Нігері, Чаді і Судані. Вони живуть на сухих трав'янистих рівнинах, місцями порослих чагарниками, на краях пустель і в оазах. Зустрічаються зграйками. Живляться насінням і комахами, яких шукають на землі. Гніздяться на землі.